# Nesselwängle
Nesselwängle é um município da Áustria, situado no distrito de Reutte, no estado do Tirol. Tem 23 km² de área e sua população em 2019 foi estimada em 459 habitantes.